# Don't!
"Don't!" é um single da cantora canadiana Shania Twain. Este é o segundo single do álbum Greatest Hits, de 2004. A música foi escrita por Twain e por seu marido Mutt Lange. "Don't!" foi listada na maioria das paradas musicais.
A música também fez parte da trilha sonora da telenovela América, exibida pela TV Globo em 2005. Na trama de Gloria Perez a canção foi tema da protagonista "Sol", interpretada por Deborah Secco.

## Desempenho nas paradas musicais

CD "América Internacional" volume extra onde a canção foi incluída.

| Parada musical                                            | Posição |
| --------------------------------------------------------- | ------- |
| Canadá - Canadian Country Singles Chart                   | 4       |
| Canadá - Canadian Singles Chart                           | 10      |
| Europa - Eurochart Hot 100                                | 58      |
| Alemanha - German Singles Chart                           | 58      |
| Irlanda - Irish Singles Chart                             | 48      |
| Reino Unido - UK Singles Chart                            | 30      |
| Estados Unidos - Billboard Hot Country Songs              | 24      |
| Estados Unidos - Billboard Hot Adult Contemporary Tracks  | 18      |
| Estados Unidos - Billboard Bubbling Under Hot 100 Singles | 22      |